# Овидију Тонита
Овидију Тонита (рум. Ovidiu Tonița; 6. август 1980) професионални је рагбиста и румунски репрезентативац, који тренутно игра за француског друголигаша Провинс рагби. Висок је 195 цм, тежак је 109 кг и игра у трећој линији мелеа, а раније је играо и у другој линији. У каријери је играо за Гренобл 2001–2002, Олимпик Биариц 2002–2004. (36 утакмица, 35 поена), Перпињан 2004–2012. (160 утакмица, 75 поена) и УС Каркасоне 2012–2014. (22 утакмица, 1 есеј), пре него што је лета 2014. потписао за Провинс рагби. Рагби је почео да тренира када је имао 15 година, а са 19 година отишао је са румунском репрезентацијом на светско првенство 1999. Са репрезентацијом Румуније играо је на чак 5 светских првенстава. Боје Румуније бранио је укупно 72 пута и дао је 70 поена.